# Antoni Wiesław Blikle

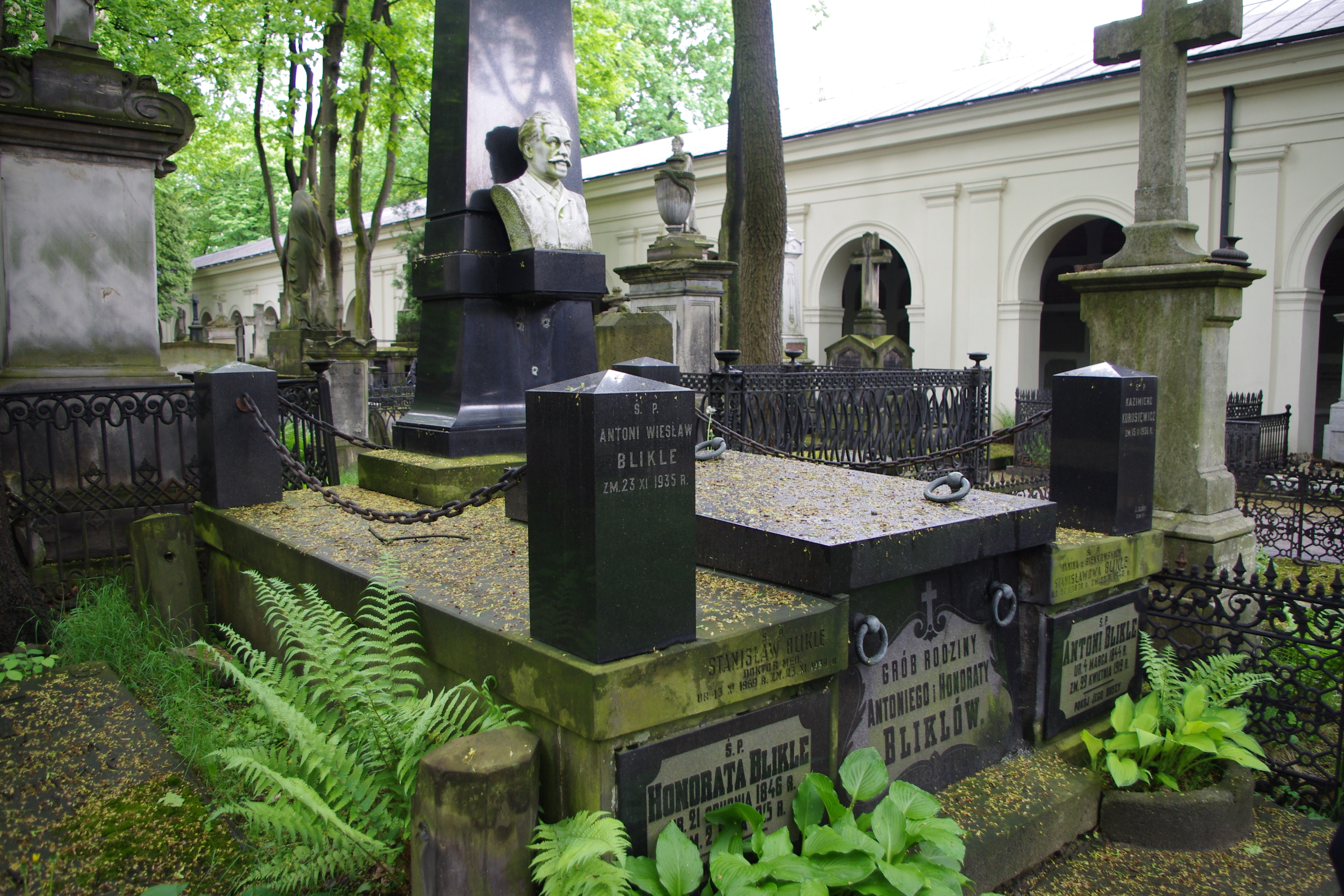
Grób Antoniego Wiesława Blikle i jego ojca Antoniego Kazimierza na cmentarzu Powązkowskim w Warszawie

Antoni Wiesław Blikle (ur. 1873 w Warszawie, zm. 23 listopada 1935 tamże) – cukiernik, właściciel firmy Blikle.

## Życiorys
Był drugim z kolei właścicielem firmy cukierniczej A. Blikle w siedzibą w Warszawie przy ul. Nowy Świat 35.  W roku 1921 przebudował lokal cukierni, która stała się ośrodkiem warszawskiego życia towarzyskiego. W roku 1917 wraz z innymi cukiernikami warszawskimi został współwłaścicielem założonej w 1885 roku Fabryki Czekolady Kakao i Cukrów, która istniała do końca lat 20. XX wieku.
Działał społecznie w warszawskich towarzystwach sportowych: Warszawskim Towarzystwie Cyklistów i Warszawskim Towarzystwie Wioślarskim. Uprawiał też amatorsko malarstwo i rzeźbę oraz kompozycję muzyczną.
Pochowany na cmentarzu Powązkowskim (kwatera 8-4-26/27).

## Życie prywatne
Syn Antoniego Kazimierza Blikle (1844−1912), wnuk Fryderyka Bliklego (ur. 1798), ojciec Jerzego Czesława Bliklego (1906−1971) i Zofii Blikle-Danielewskiej, dziadek Andrzeja Jacka Bliklego (ur. 1939).